# Шулико, Юрий Владимирович
Ю́рий Влади́мирович Шулико́ (род. 17 ноября 1955, Ленинград) — российский кёрлингист и тренер по кёрлингу.

## Биография
Окончил Национальный государственный университет физической культуры, спорта и здоровья им. П. Ф. Лесгафта (1978).
Кандидат педагогических наук (1985). Доцент. Опубликовал около 20 научных работ.
Преподаватель легкой атлетики на спортивной кафедре Ленинградского института авиационного приборостроения (ныне — ГУАП) (1981—1984).
Преподаватель кафедры массовой физкультурно-оздоровительной работы и туризма ГДОИФК им. П. Ф. Лесгафта (1985—1988).
Доцент кафедры физического воспитания Санкт-Петербургской консерватории (1988—2005).
Заведующий кафедрой теории и методики массовой физкультурно-оздоровительной работы и туризма СПб ГУФК им. П. Ф. Лесгафта (2010-2015).
Заведующий кафедрой теории и методики кёрлинга НГУ им. П. Ф. Лесгафта (с 2015).
Президент Федерации кёрлинга Санкт-Петербурга (1991—2000). Вице-президент федерации кёрлинга Ленинградской области (2009—2011).

## Спортивная карьера
Победитель и призёр чемпионатов и Кубка России среди мужчин. Участник чемпионатов Европы (1992, 1993).
Мастер спорта России (кёрлинг).

## Тренерская карьера
Тренер высшей категории (1997).
Подготовил большое количество кёрлингистов, ставших победителями и призёрами всероссийских и международных соревнований.
Старший тренер мужской сборной команды России (1992—1996, 1999, 2000, 2011).
Главный тренер сборных команд России по кёрлингу (c 2012).
Член тренерского совета Федерации кёрлинга России.
Заслуженный тренер России.
В качестве национального тренера мужской сборной России участник зимних Олимпийских играх 2022 года (заняли восьмое место).